# Gavar
Gavar (armeniska: Գավառ) är en provinshuvudstad i Armenien. Staden har varit känd som Gavar sedan antiken. Den hette Kamo till 1995. Den ligger i provinsen Gegharkunik, i den centrala delen av landet, 60 kilometer öster om huvudstaden Jerevan. Gavar ligger 1 953 meter över havet och antalet invånare är 21 680.
Terrängen runt Gavar är platt åt nordost, men åt sydväst är den kuperad. Gavar är det största samhället i trakten.
Trakten runt Gavar består i huvudsak av gräsmarker. Runt Gavarr är det ganska tätbefolkat, med 72 invånare per kvadratkilometer.